# Ilsan-dong, Goyang
Ilsan-dong (koreanska: 일산동) är en stadsdel i staden Goyang i provinsen Gyeonggi i den nordvästra delen av Sydkorea, 23 km nordväst om huvudstaden Seoul. Den ligger i stadsdistriktet Ilsanseo-gu.

## Indelning
Administrativt är Ilsan-dong indelat i:
| Namn    | Namn              | Yta km² | Invånare 31 dec 2020 |
| ------- | ----------------- | ------- | -------------------- |
| 일산1동 | Ilsan 1(il)-dong  | 0,65    | 28 080               |
| 일산2동 | Ilsan 2(i)-dong   | 0,82    | 19 630               |
| 일산3동 | Ilsan 3(sam)-dong | 1,12    | 36 166               |